# Une fête à tout casser
Une fête à tout casser est le 5e épisode de la saison 5 de la série télévisée Angel.

## Synopsis
Lorne s'occupe d'organiser la fête d'Halloween de Wolfram & Hart qui est l'évènement social annuel de la société mais, malgré tous ses efforts, aucun autre membre de l'équipe ne semble s'y intéresser. Cependant, à force de persuasion, il finit par convaincre tout le monde d'y assister et emmène même Angel rendre visite à l'archiduc Sébassis pour le persuader de venir en tant qu'invité d'honneur. Après s'être fait enlever son sommeil par les docteurs de Wolfram & Hart pour consacrer encore plus de temps à organiser la soirée, il fait des suggestions à ses amis et ceux-ci les prennent au pied de la lettre : Fred et Wesley sont ivres, alors que la première est sobre et le second n'a bu qu'un tiers de sa bière, Gunn marque son territoire au sens propre (en faisant pipi dans tous les coins), Spike devient plus positif, puis Angel et Eve couchent ensemble. 
Mais pendant la soirée, Artod, un des hommes de mains de l'archiduc, est tué dans les toilettes. Fred et Wesley comprennent alors que le manque de sommeil et les pouvoirs télépathiques de Lorne font qu'il peut influencer les pensées de son entourage et pas seulement les lire. Un alter-égo à la force herculéenne de Lorne sème la pagaille, mais ce dernier retrouve son sommeil grâce à l'injection, ce qui fait disparaître son double. Il s'accorde ensuite un long sommeil bien mérité, comme il n'a pas dormi depuis un mois. Le chaos causé par la soirée a plu aux invités, ce qui permet à l'équipe d'Angel de gagner l'estime des clients démoniaques.

## Statut particulier
Cet épisode sur le mode comique est centré sur Lorne. Carley Tauchert, du site Den of Geek, le classe à la 10e place des meilleurs épisodes de la série, évoquant un épisode pratiquant l'autodérision et parsemé de « moments où l'on rit aux éclats ». Noel Murray, du site A.V. Club, estime que certains gags fonctionnent et d'autres non, comme pour tous les épisodes « les plus farfelus » de la série, et que son principal mérite est de faire « retomber la tension » après les premiers épisodes de la saison présentant un Angel particulièrement rude. La BBC se réjouit que l'épisode « exploite pleinement » le potentiel du personnage de Lorne et trouve que son « humour est joyeux, même si parfois un peu grossier » avec en plus quelques scènes « réellement inquiétantes », comme celle de Lorne parlant à son reflet dans le miroir. À l'inverse de ces avis positifs, Mikelangelo Marinaro, du site Critically Touched, lui donne la note de F, jugeant que c'est « probablement le moins bon épisode de la saison et l'un des moins bons de toute la série » et que, même s'il a ressenti un « amusement puéril », l'épisode ne sert aucun but et prouve au contraire que le personnage de Lorne « n'est plus à sa place dans la série ».

## Distribution

### Acteurs et actrices crédités au générique
- David Boreanaz : Angel
- James Marsters : Spike
- J. August Richards : Charles Gunn
- Amy Acker : Winifred Burkle
- Andy Hallett : Lorne
- Alexis Denisof : Wesley Wyndam-Pryce

### Acteurs et actrices crédités en début d'épisode
- Sarah Thompson : Eve
- Mercedes McNab : Harmony Kendall
- Jonathan M. Woodward : Knox
- Leland Crooke : l'archiduc Sebassis